# Bures-sur-Yvette
Bures-sur-Yvette é uma comuna francesa situada a vinte e três quilômetros a sudoeste de Paris, no departamento de Essonne na região da Ilha de França.
Bures e suas dependências foram o domínio de ilustres personagens, do cruzado Guillaume I de Bures à favorita de Francisco I, Anne de Pisseleu. Localizada na passagem da rota de Chartres, a vila se modernizou com a chegada no século XIX da linha de Sceaux e depois da linha Paris-Chartres par Gallardon no século XX. Bures-sur-Yvette é hoje uma comuna localizada às portas do verdejante vale de Chevreuse, famosa no mundo da pesquisa científica por hospedar em seu território o laboratório apícola do Institut national de la recherche agronomique, o Institut des Hautes Études Scientifiques, o instituto de optometria e uma parte do campus da Universidade Paris-Sul 11. Ele se localiza no coração do pólo científico e tecnológico Paris-Saclay. Ela também é conhecida no departamento por ter, como sua vizinha Orsay, dado nascimento em 1977 à mais nova comuna do departamento, Les Ulis.
Seus habitantes são chamados de Buressois.

## Geografia

### Comunas limítrofes
A comuna de Bures-sur-Yvette está rodeada do oeste ao norte por Gif-sur-Yvette que ocupa as duas encostas do vale e a partir do qual é em parte separada pela floresta comunal de Gif e o bois de la Guyonnerie, ao nordeste e a leste fica a cidade sede do cantão, Orsay que deu seu nome à Universidade Paris-Sul. Ao sudeste, a comuna recente de Les Ulis ocupa os terrenos além da estrada departamental 988 que pertencia até 1977 a Bures-sur-Yvette, que tinha então uma larga fronteira com a vila de Saint-Jean-de-Beauregard, fronteira inexistente hoje. Ao sul e a oeste, no planalto de Courtabœuf se encontra a aldeia de Gometz-le-Châtel.

### Transportes

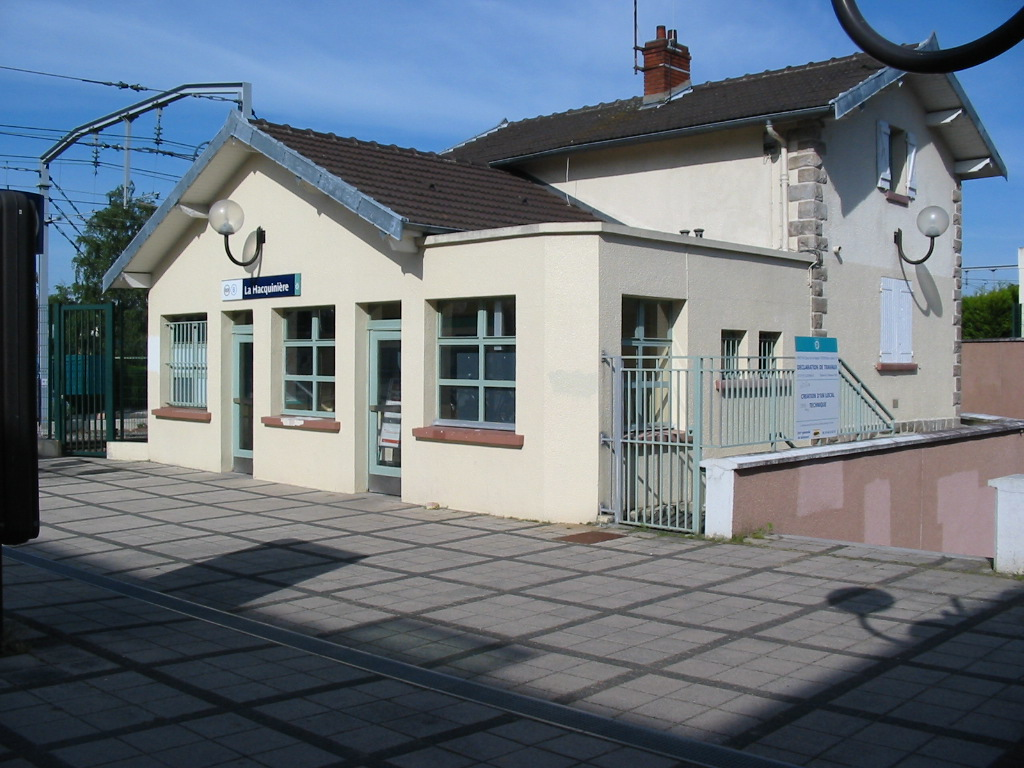
A estação de la Hacquinière.

O vale do Yvette acolheu muito cedo importantes vias de comunicação. Ali permanecem até hoje a estrada departamental 988, a estrada velha de Chartres, que passa hoje no extremo sul da comuna e remonta para Gometz-le-Châtel, completada em seguida pela estrada departamental 95 que continua o trajeto no vale, até Châteaufort. Passa também no vale a antiga linha de Sceaux, agora utilizada pela linha B do RER, a comuna dispõe assim de duas estações nesta linha, a estação de Bures-sur-Yvette no centro da cidade e a estação de la Hacquinière nos novos bairros residenciais.
Se juntam a esses acessos rodoviários e ferroviários várias linhas de ônibus. A linha de ônibus Noctilien N122 garante a continuidade do serviço à noite com o RER B com uma única estação nas proximidades da igreja. Se juntam várias linhas da rede interurbana atendidas pela rede de ônibus de Cars d'Orsay com a linha 06.01 que liga os diferentes bairros entre la Guyonnerie e la Hacquinière pelo centro da cidade, a linha 06.03 que passa por Montjay a partir da estação de Orsay - Ville e para o centro comercial Ulis 2, a linha 06.04 entre a estação de Bures-sur-Yvette e Les Ulis, e aquelas da rede de ônibus SAVAC, a linha 39.05 - 39.15 entre Orsay e Angervilliers e a linha 39.07 entre Orsay e Saint-Arnoult-en-Yvelines.
A comuna está finalmente localizada a quinze quilômetros a sudoeste do Aeroporto de Paris-Orly, a quarenta e cinco quilômetros a sudoeste do Aeroporto de Paris-Charles-de-Gaulle, a aviação de negócios é por sua parte orientada para o Aeroporto de Toussus-le-Noble a sete quilômetros a noroeste no planalto de Saclay.

## Toponímia
E. Buris no século XIV, Buriae.
A primeira menção certa do lugar, Bures, data de 1205. com a construção da igreja dedicada a são Mateus e marcando a reunião das cabanas rústicas, de bûr em alto-alemão depois buron em francês antigo significando "cabana" ou "casa".
A comuna criada em 1793 tomou o nome de Bures, mas a grafia Bure apareceu no Bulletin des lois em 1801. O determinante complementar Yvette, do nome do rio, foi adicionado em 1927, dando Bures-sur-Yvette.
A primeira ilustração do título "de Bures" remonta ao século XII com a história de Guillaume I de Bures e Godefroy de Bures durante a Segunda Cruzada.
A diversidade das cidades com o nome de Bures no mundo e particularmente na Europa, está na origem de um evento festivo e amigável chamado "Europa Bures", que inclui muitas comunas portando o mesmo nome, por iniciativa de uma associação belga. Bures-sur-Yvette foi a anfitriã da manifestação em 1999.

## História
A história da comuna de Bures-sur-Yvette nos chegou principalmente graças a Jules Lair, advogado do tribunal de apelações de Paris e membro do Institut de France, que publicou em 1876 l'Histoire de la Seignheurie de Bures. Suas pesquisas tem sido adotadas e desenvolvidas em 1994 em uma obra coletiva, Bures-sur-Yvette, La mémoire d’une ville.

### O território de Bures
A primeira menção ao nome de Bures remonta ao século XII. O cruzado Guillaume Ier de Bures e seu irmão Godefroy, originários do território que constitui a cidade atual, participaram de 1119 de um assalto em terra muçulmana. Guillaume tornou-se príncipe da Galileia e de Tibérias, o mais antigo feudo do Reino de Jerusalém, depois vice-rei de Jerusalém durante o cativeiro de Balduíno II. Guillaume e Godefroy deixaram vestígios de seus brasões nas armas criadas em 1943 e o logotipo atuais da cidade de Bures. A comuna é mencionada por certo em 1205 por ocasião da construção da igreja Saint-Matthieu.

### Construção de uma vila

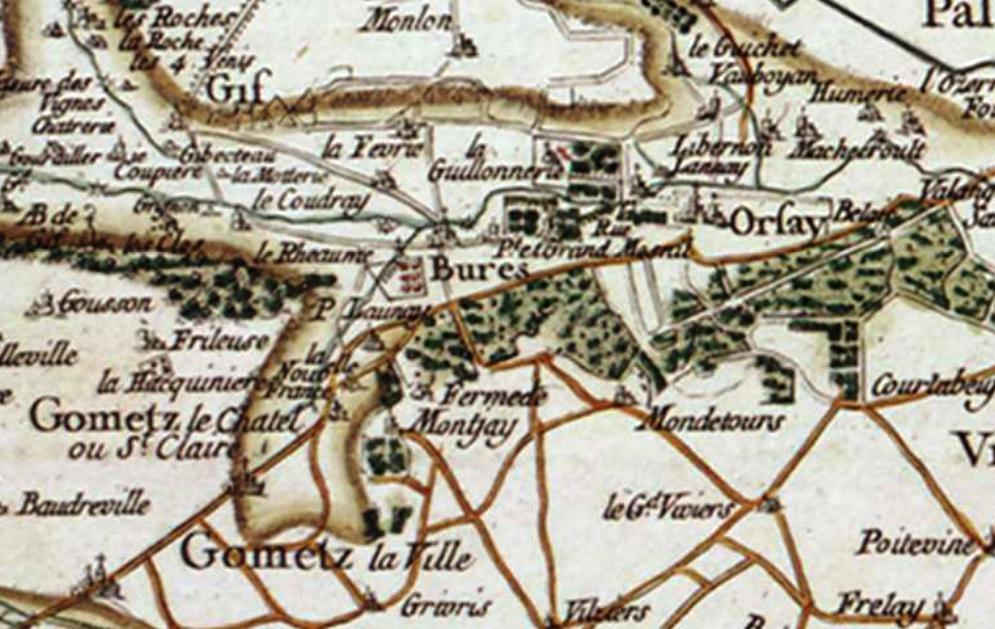
Carta da região de Bures por Cassini.

A etimologia da palavra "Bures" deixa sugerir que a vila se desenvolveu a partir de um habitat rústico preexistente. Bures não apareceu como paróquia até o início do século XIII. A presença de um mosteiro fechado em uma escritura de venda de 1402 parece confirmar o papel da Igreja na construção da vila. Neste mesmo ano foi mencionada a presença de um castelo feudal nas margens do Yvette. O desenvolvimento da vila também pode ser relacionada com o aumento do tráfego na estrada para Chartres por Palaiseau, Orsay e Saint-Clair. Como todas as aldeias da região, submete-se, sucessivamente, a Guerra dos Cem Anos, nomeadamente com a passagem de Eduardo de Woodstock, a Peste negra e a Fronda.
Em 1504, a igreja Saint-Matthieu foi ampliada com uma capela. Em 1630, foi edificado um castelo no Grand-Mesnil. Ele foi comprado em 1734 por Pierre Fauchard. Em 1676, o castelo feudal tornou-se o castelo Gaillard, que tinha sido propriedade da favorita Anne de Pisseleu e depois do ministro da Marinha Antoine-Louis Rouillé que o arrasou em 1760. Em 1763 foi levantado no topo do campanário da igreja a cruz em ferro forjado, após a criação em 1756 do sino Marie-Louise. Em 1788, uma primeira assembleia municipal foi realizada no Grand-Mesnil. A comuna francesa criada em 1793 e tomou o nome de Bures.

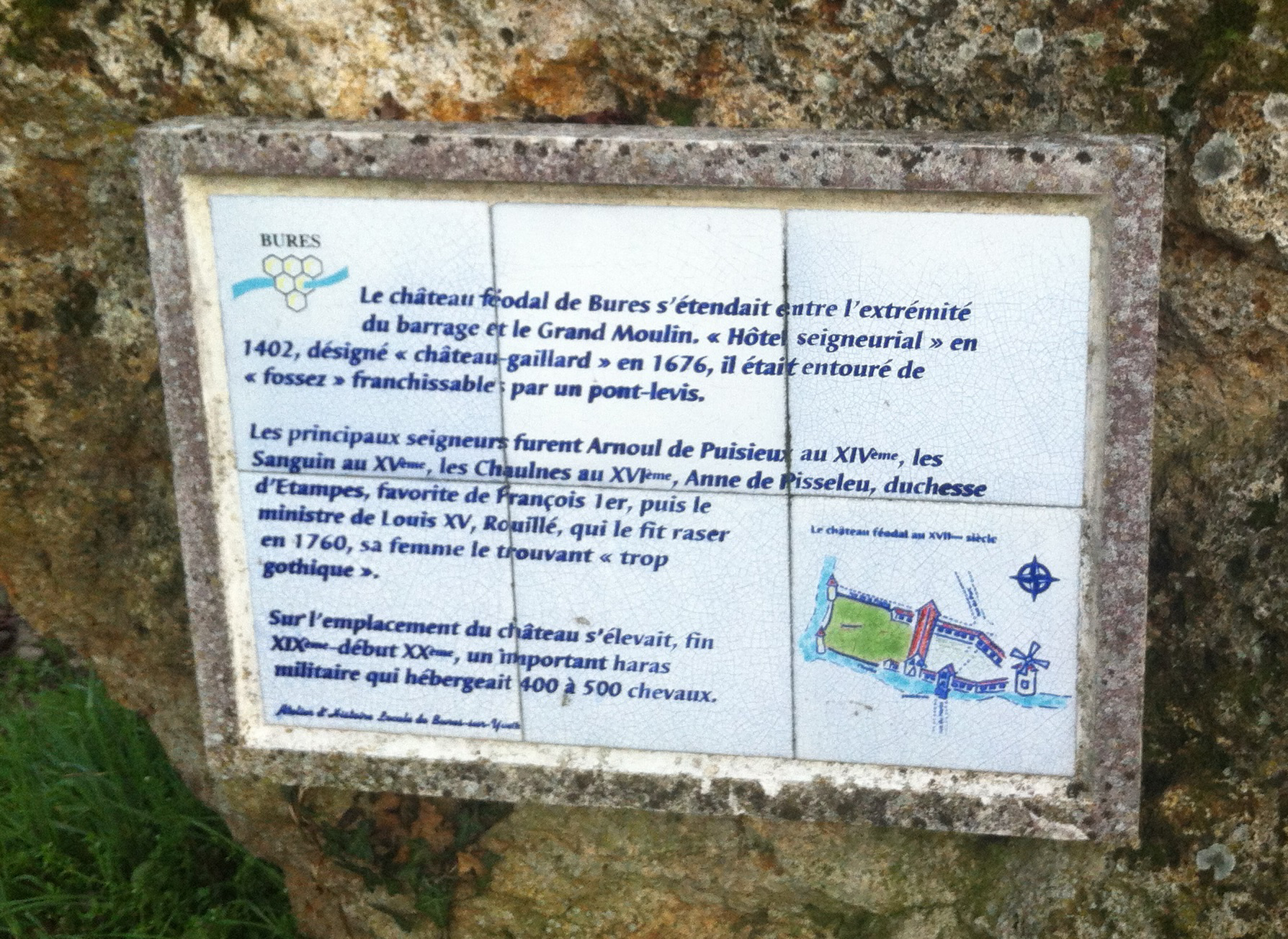
Informações de Placa bacteriana sobre o antigo castelo feudal de Bures-sur-Yvette hoje.
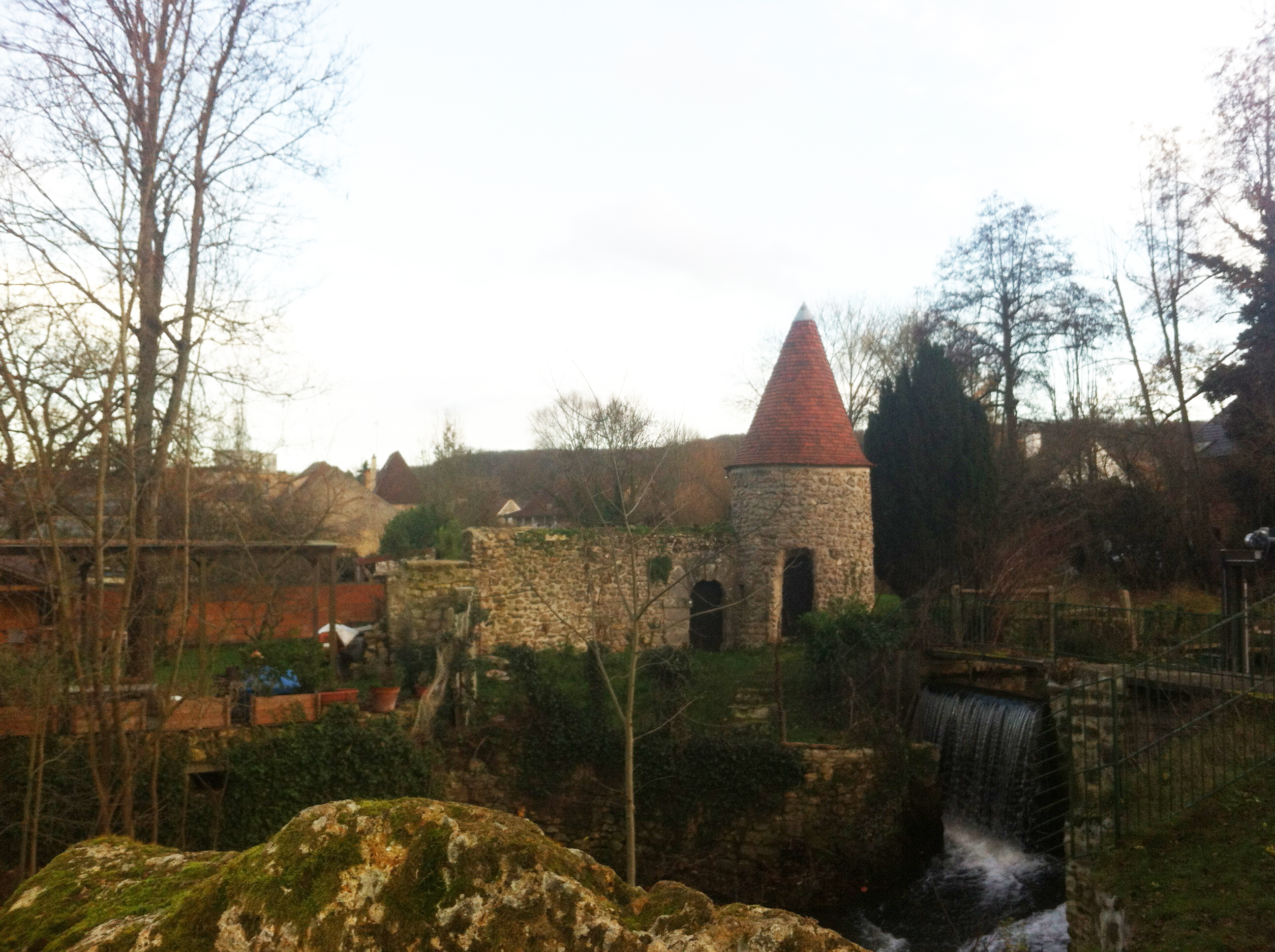
Uma das duas torres restantes do antigo castelo feudal de Bures-sur-Yvette (sul, restaurado)
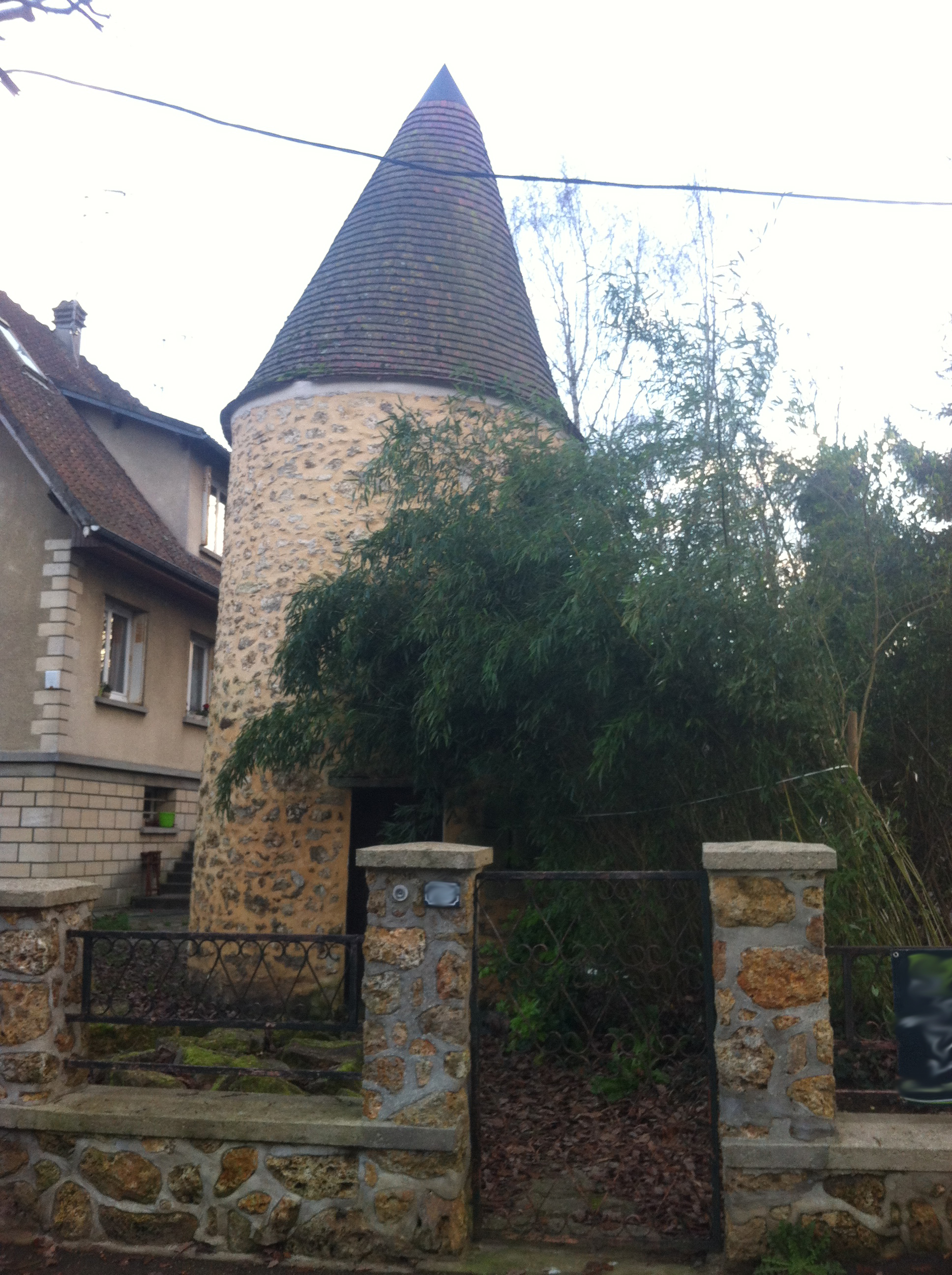
Uma das duas torres restantes do antigo castelo feudal de Bures-sur-Yvette (norte, restaurado)

### Modernização da vila

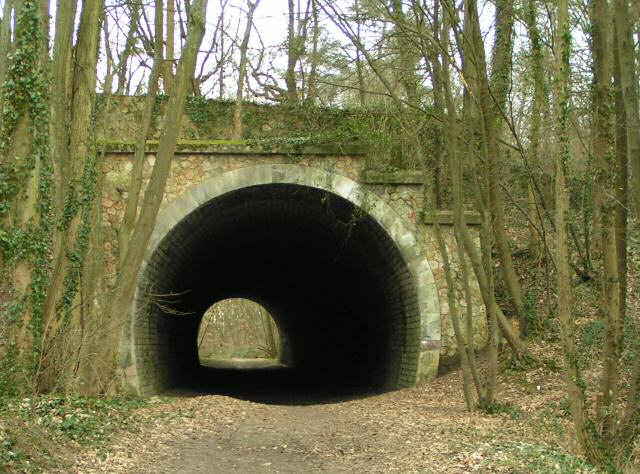
O túnel de Montjay na linha Paris-Chartres.

Em 1868, foi construído um moinho de água em la Guyonnerie. Em 1891, a linha de Sceaux estendida em 1867, permitiu a construção da estação de Bures-sur-Yvette permitindo o transporte de mercadorias para a capital e a chegada de novos residentes. Em 1957 ela foi completada pela estação de La Hacquinière. Em 1899 foi erguida a primeira escola pública e a prefeitura. Em 1905, um desses parisienses, Charles Comar, adquiriu o domínio do Bois Marie para instalar uma mansão burguesa. Em 1931, sua propriedade foi atravessada pela efêmera linha de Paris-Chartres par Gallardon, ligada ao viaduc des Fauvettes construído em 1907. Em 1917 foi criada por Gérard Norbert Roosen o Instituto de optometria. Em 1927, a comuna adjunta seu nome a menção do rio que passa pelo seu território, tornando-se Bures-sur-Yvette.
Em 15 de junho de 1944 a cidade sofreu grandes danos durante o bombardeio pelos Aliados da linha de trem de Paris - Chartres. Em 1946, o jovem Institut national de la recherche agronomique comprou a antiga propriedade Jules Lair para aí instalar seu centro de pesquisa apícola.
Em 1954 se estabeleceram-se em Grand-Mesnil, um hospício, propriedade que, foi em seguida transferida em 1973 para o centre hospitalier d'Orsay para se tornar um hospital psiquiátrico. Em 1953 foi construído o novo edifício da nova prefeitura e depois em 1964 a agência postal. Em 1962, Léon Motchane instalou na comuna o Institut des Hautes Études Scientifiques que ele tinha fundado. Em 1965 foi construído a Maison des jeunes et de la culture de la vallée de Chevreuse que se tornou o centro cultural Marcel-Pagnol. Em 1971 houve uma operação de renovação da igreja paroquial, e a criação da Universidade Paris-Sul 11 em grande parte do território municipal. Em 1982, a cidade adquiriu a Grande-Maison para torná-lo um parque público, um centro de lazer e salas de recepção.

### A criação da cidade de Les Ulis

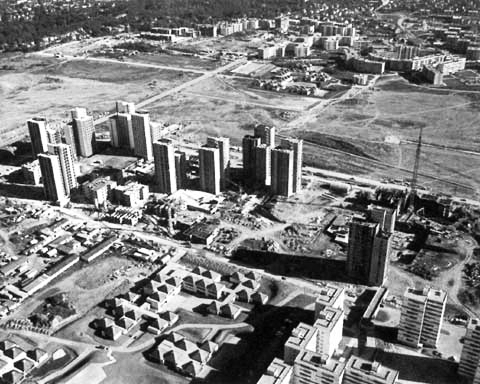
Les Ulis em canteiro.

Em 30 de novembro de 1960, um decreto ministerial previu a criação de uma zona de urbanização prioritária (ZUP) de dez mil unidades em uma primeira superfície de um duzentos e sessenta e cinco hectares sobre as comunas de Bures-sur-Yvette e Orsay. As autoridades tiveram assim de fazer face ao aumento de demanda por moradia engendrada pelo desenvolvimento do vale de Chevreuse. Um conselho distrital de oito delegados escolhidos nas câmaras municipais das comunas de Bures-sur-Yvette e Orsay administraram a área, que mais parecia um canteiro de obras imenso. O futuro da área levantou no final da década de 1960 e início da década de 1970 uma série de questões : a ZUP precisaria continuar a ser uma consequência de Bures-sur-Yvette e Orsay ou deveria encontrar a sua independência? Em 1971, foi questão de fazer uma fusão entre Bures-sur-Yvette e Orsay, englobando portanto a ZUP neste novo conjunto comunal. A questão foi finalmente posta aos habitantes em forma de referendo em 14 de março de 1976. Os Buressois e Orcéens votaram respectivamente em 52,88 % e 50,28 % para a criação de uma nova comuna, enquanto que o Ulissiens votaram majoritariamente pela fusão. Os dois conselhos municipais votaram também para o seu lado a favor da criação de uma nova comuna (22 eleitos em 33). A 17 de fevereiro de 1977 o prefeito de Essonne, Paul Cousserand, assinou o decreto sobre a criação da comuna de Les Ulis. Na ocasião, Bures-sur-Yvette perdeu um terço da sua superfície e 60% de sua população.

## Geminação
A comuna de Bures-sur-Yvette tem desenvolvido uma associação de geminação com :
- Koréra Koré (Mali) localizada a 3854 km.[7][8]

## Cultura e Património

### Patrimônio arquitetônico
A igreja Saint-Matthieu
O viaduc des Fauvettes
O campus de Orsay do acelerador de partículas, inscrito nos monumentos históricos em 7 de março de 2002
A maison des jeunes et de la culture de la vallée de Chevreuse, classificada monumento histórico em 27 de abril de 1944
A estátua da Virgem do século XVII, classificada em 6 de setembro de 1938

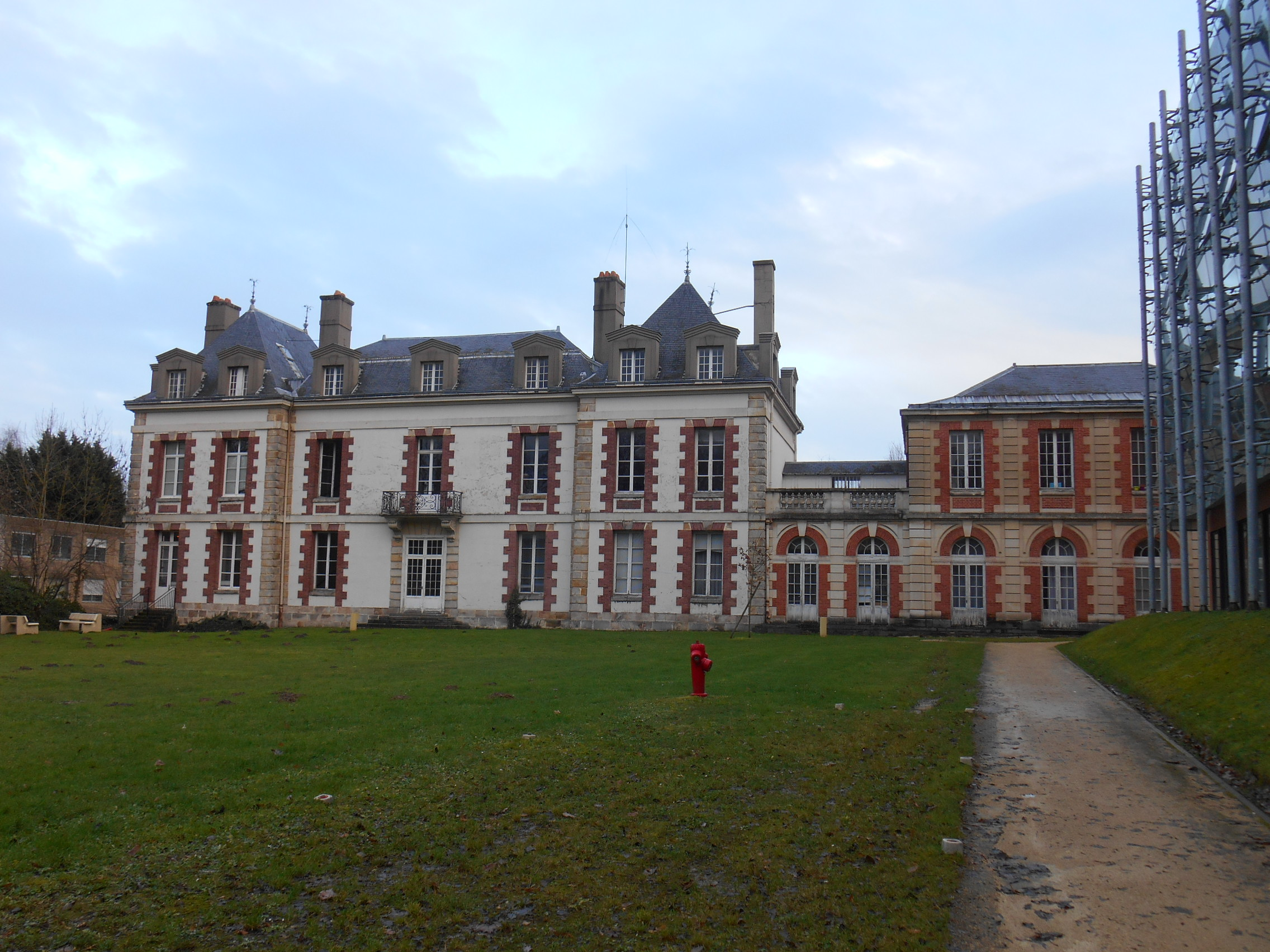
Chateau de Grandmesnil (atual centro psiquiátrico)
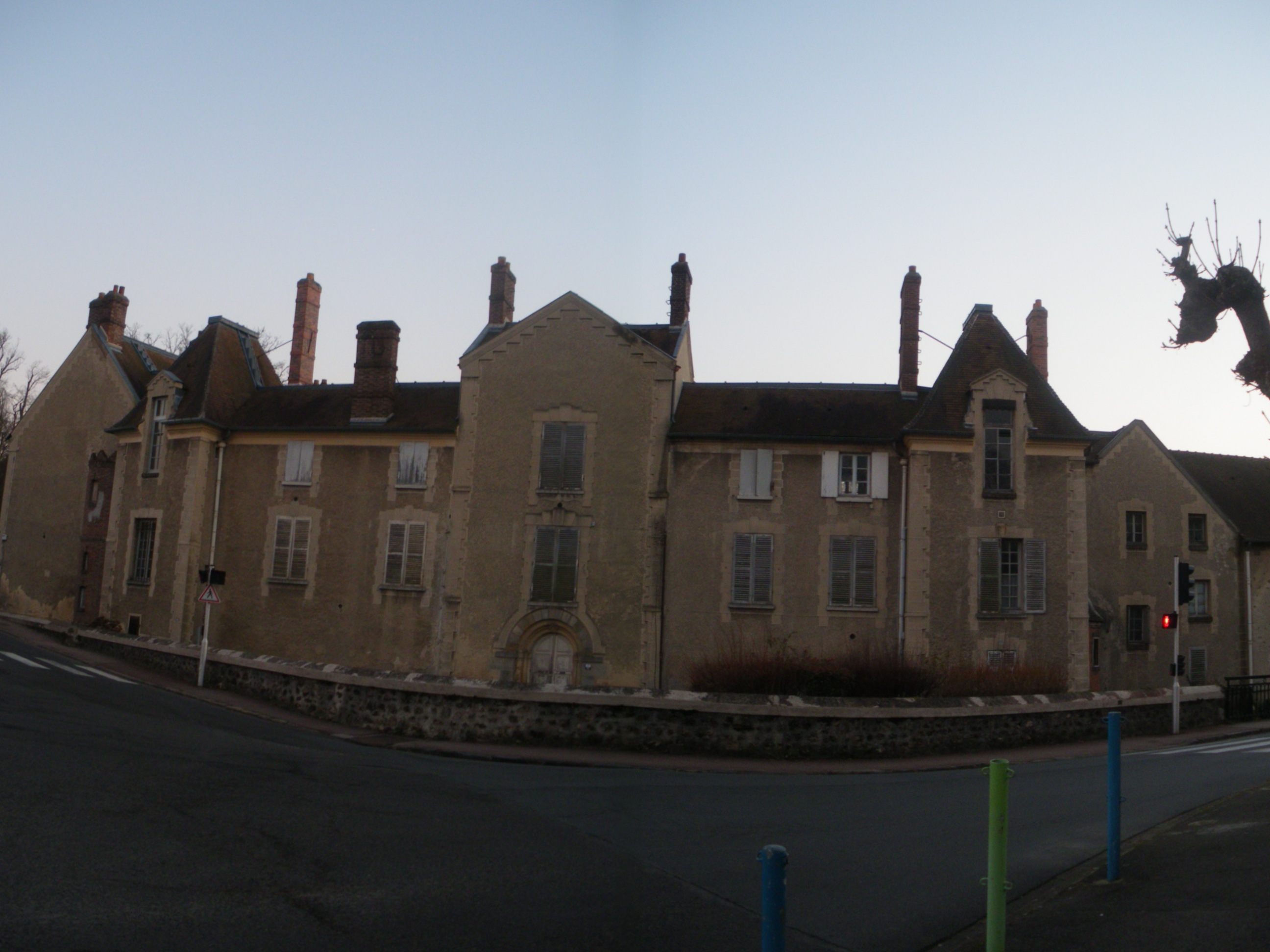
A fachada norte da Grande-Maison.
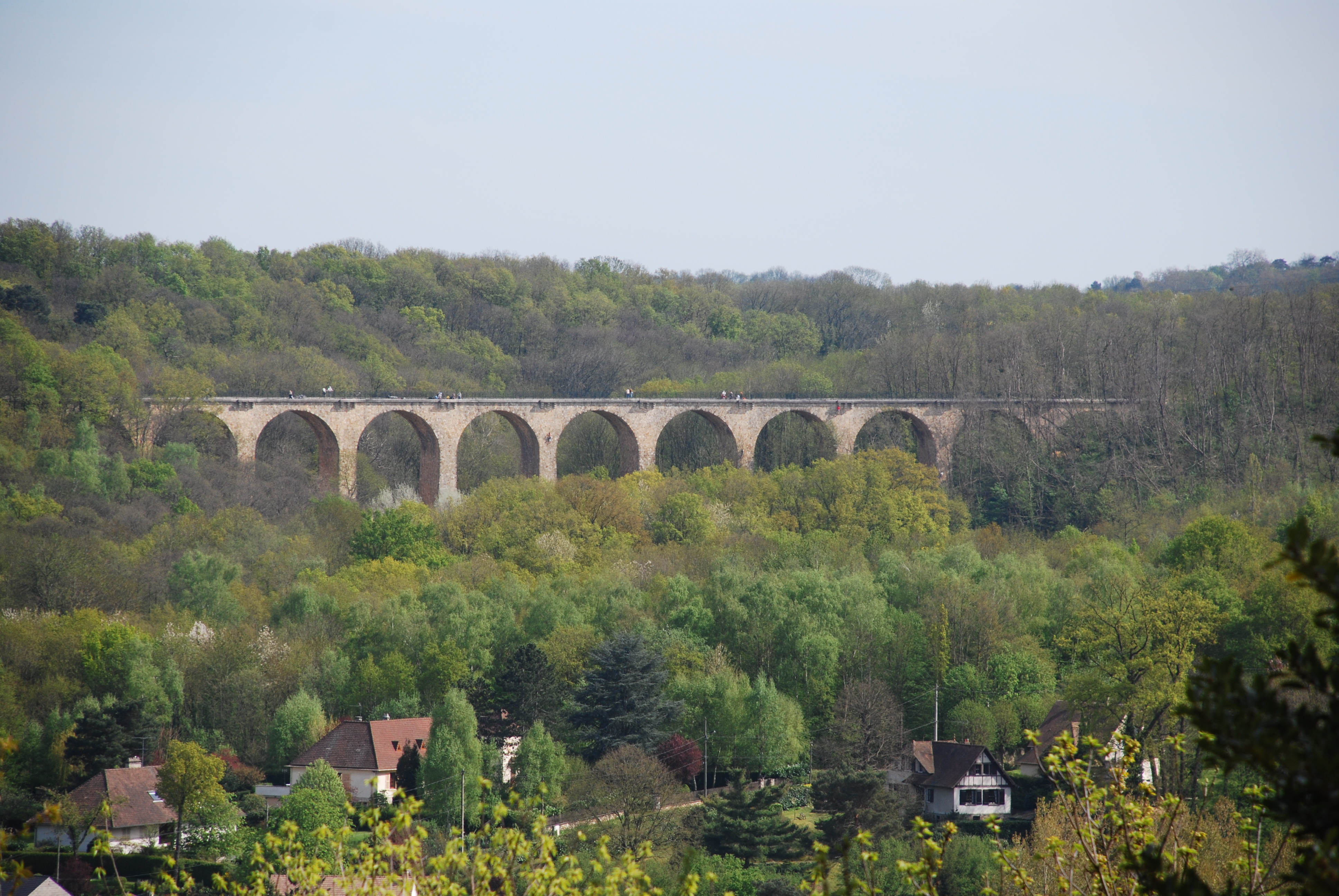
O Viaduc des Fauvettes.
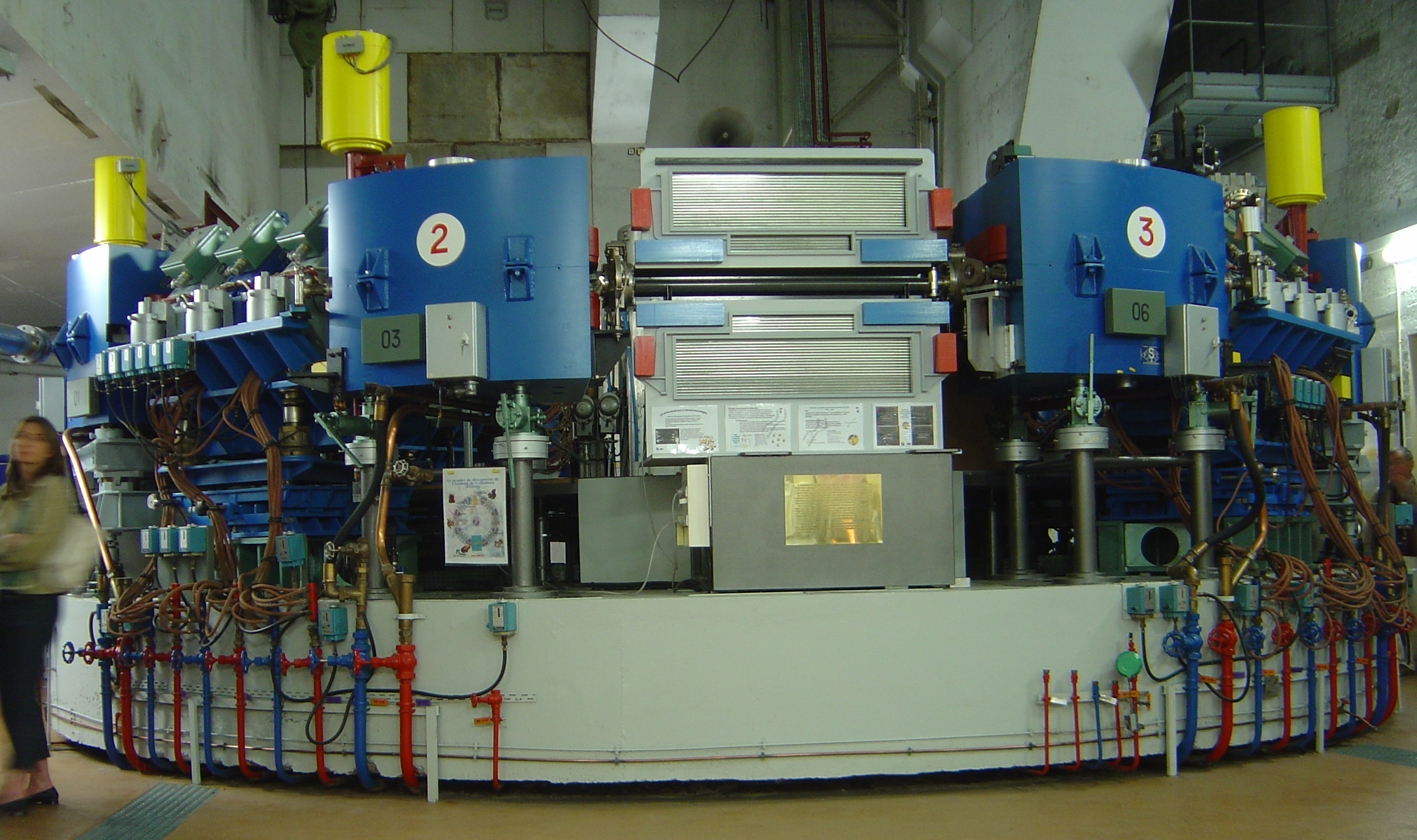
O anel de aceleração de partículas.
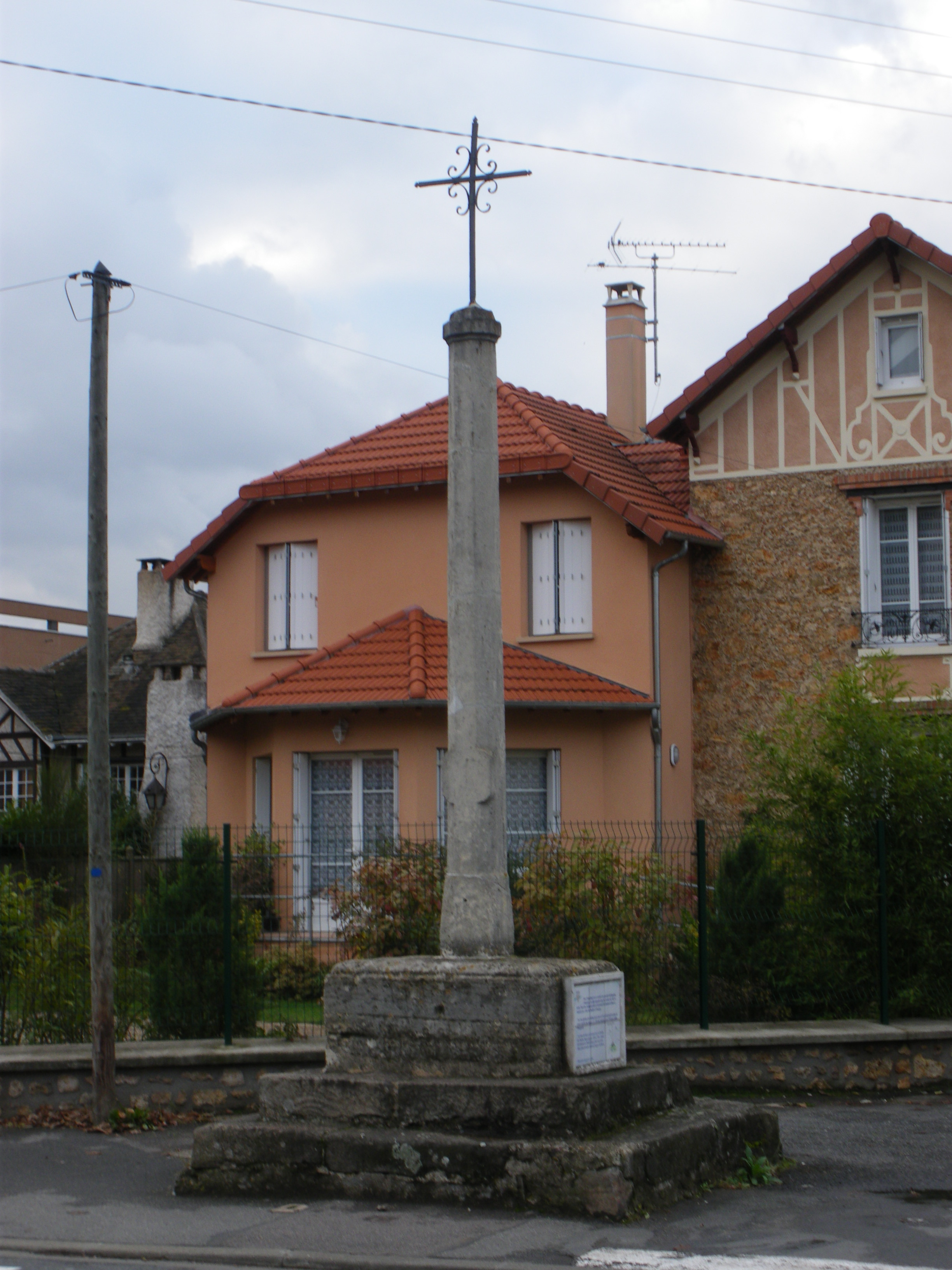
A Cruz de Bures.
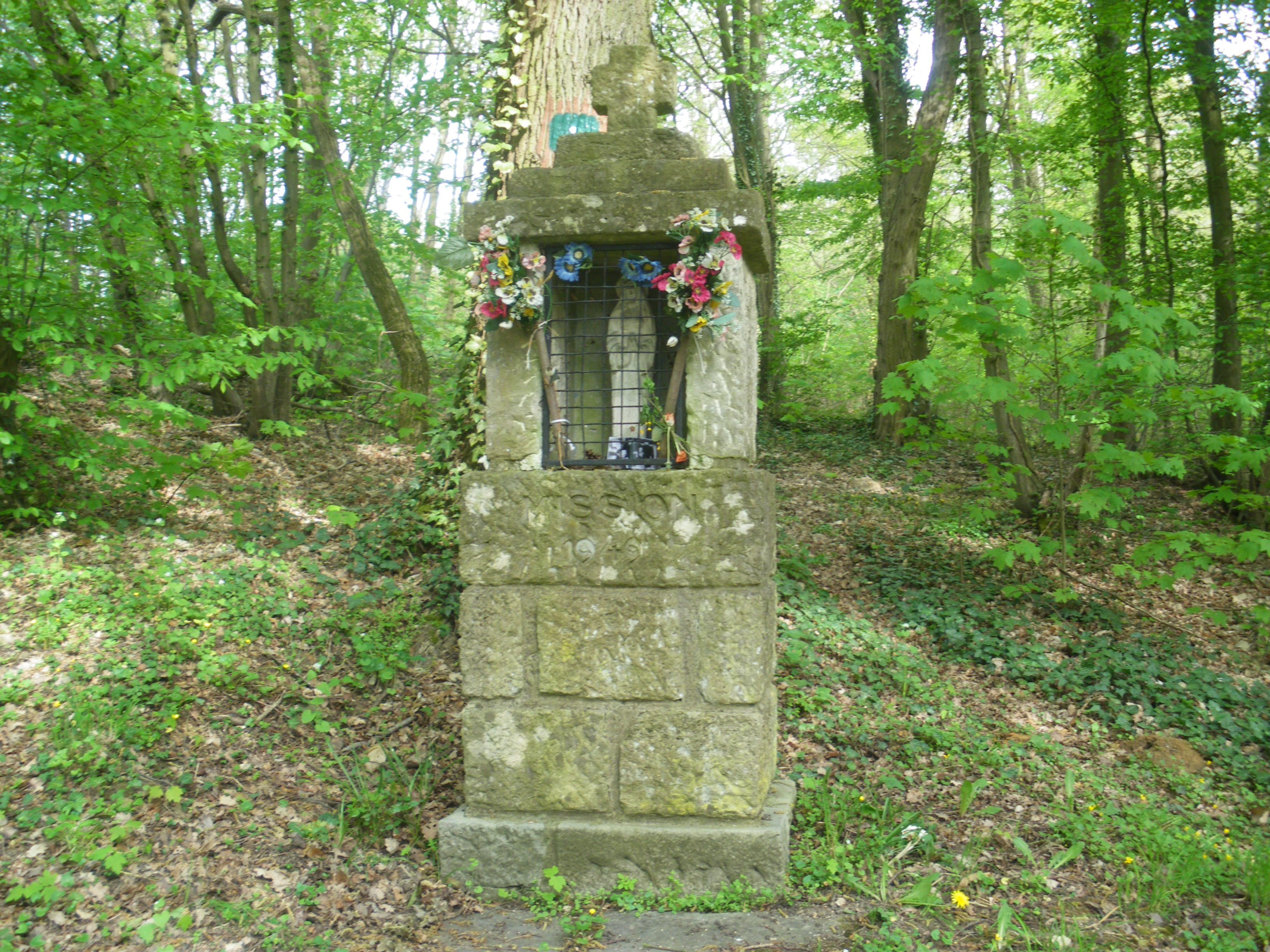
A estátua da Virgem, perto da rua com o mesmo nome.

### Personalidades ligadas à comuna
- Guillaume Ier de Bures (?-1142), príncipe da Galiléia e Tibérias de 1119 foi o senhor do lugar.
- Guillaume IIe de Bures (?-?), nobre dos cruzados foi o senhor.
- Antoine Sanguin de Meudon (1502-1559), grande capelão da França e arcebispo de Toulouse foi senhor de Bures.

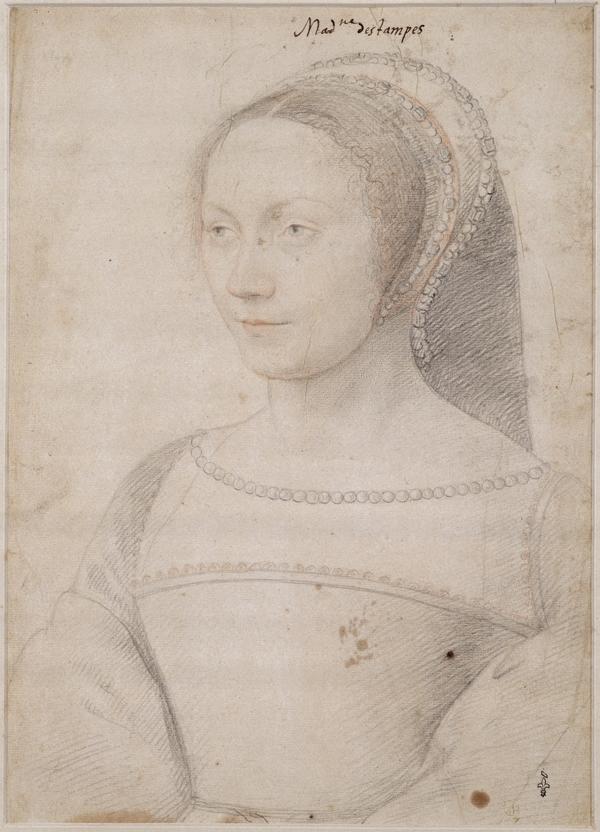
Anne de Pisseuleu, dame de Bures.

- Anne de Pisseleu (v. 1508-1575), duquesa de Étampes e favorita de Francisco I foi senhora de Bures.
- Pierre Fauchard (v. 1678-1761), pai da odontologia moderna.
- Jacques Maritain (1882-1973), filósofo.
- Léon Motchane (1900-1990), matemático e executivo.
- Alfred Kastler (1902-1984), físico e prêmio Nobel da física em 1966.
- Louis Michel (1923-1999), físico matemático.